# 巨石螯蝦
巨石螯蝦（學名Austropotamobius torrentium），又名石小龍蝦，是歐洲的一種淡水螯蝦。它們分佈在源於巴爾幹半島北部的多瑙河流域。

## 特徵
巨石螯蝦長約10厘米，甲殼褐色，額劍呈三角形及沒有鋸齒，底部奶白色。雄蝦的爪比雌蝦大，但雌蝦的腹部較大。雄蝦首兩對腹足是用來傳遞精子的，雌蝦的腹足則是用來哺育卵的。

## 分佈

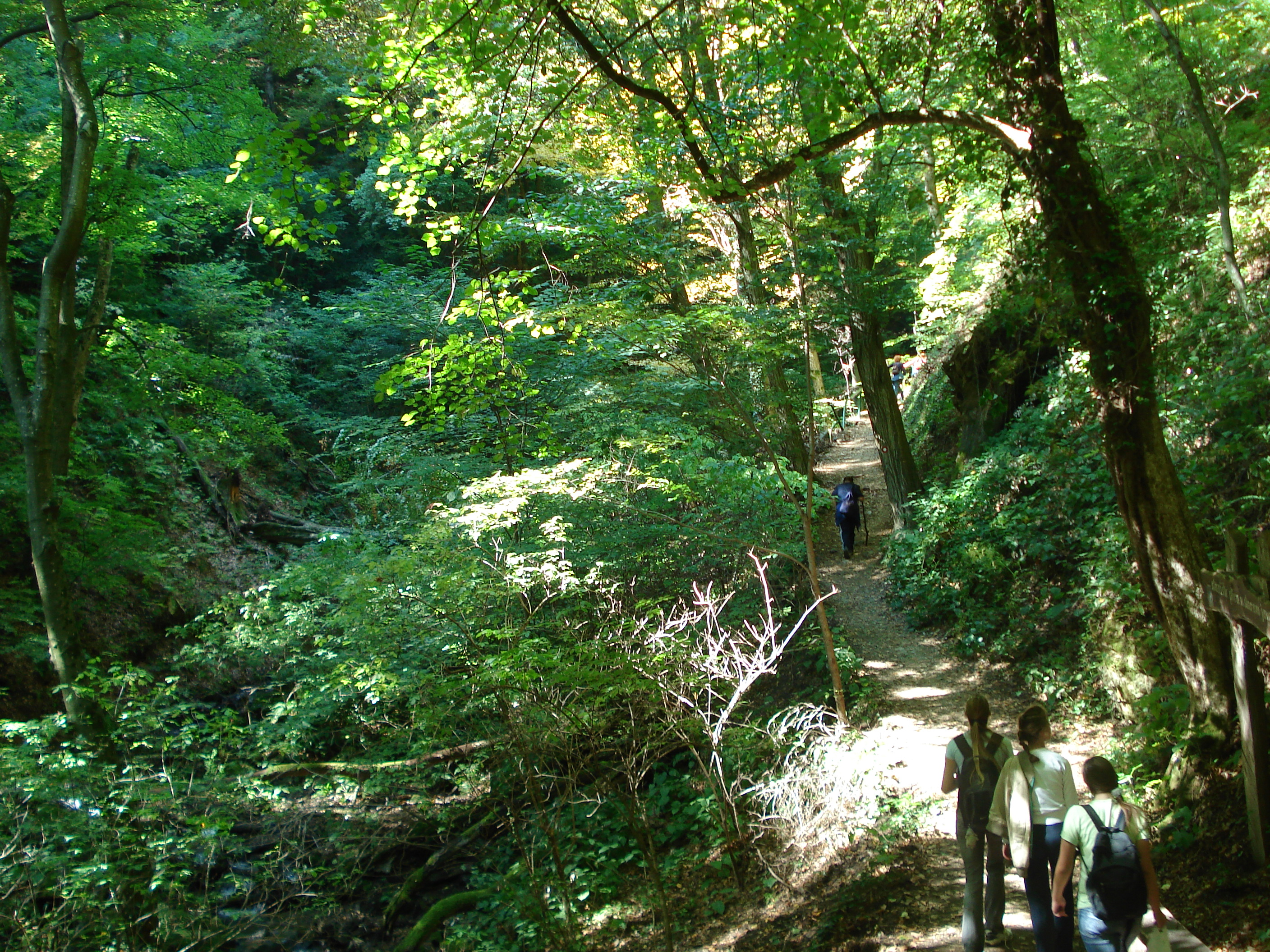
克羅地亞麥得溫尼采的森林河流，是巨石螯蝦的典型分佈地。

巨石螯蝦分佈在多瑙河流域，由上游羅馬尼亞奧爾特河至德國及瑞士，並進入萊茵河及易北河盆地。它們廣泛分佈在德國南部、瑞士、奧地利、匈牙利、斯洛文尼亞及克羅地亞。
在法國有兩個巨石螯蝦的群落，分別在阿爾薩斯及洛林。在捷克及斯洛伐克就4個已知的群落，都是位於小卡帕田山脈（Lesser Carpathians）。最北端的群落則是在近德累斯頓的地方。義大利是它們的西南邊界，最少有兩個群落分佈在近塔爾維西奧（Tarvisio）。它們東至阿爾巴尼亞的德林河（Drin River），2005年更在土耳其出沒。在羅馬尼亞，它們在阿普塞尼山脈（Apuseni Mountains）及喀爾巴阡山脈出沒，與奧斯塔歐洲螯蝦的分佈地些微重疊。
巨石螯蝦並沒有在盧森堡、波蘭或烏克蘭出沒。
西部群落的遺傳性很單調，而在上庫帕河群落的基因則與其他巨石螯蝦不同，所以從而得知它們是源自巴爾幹半島西部。

## 行為

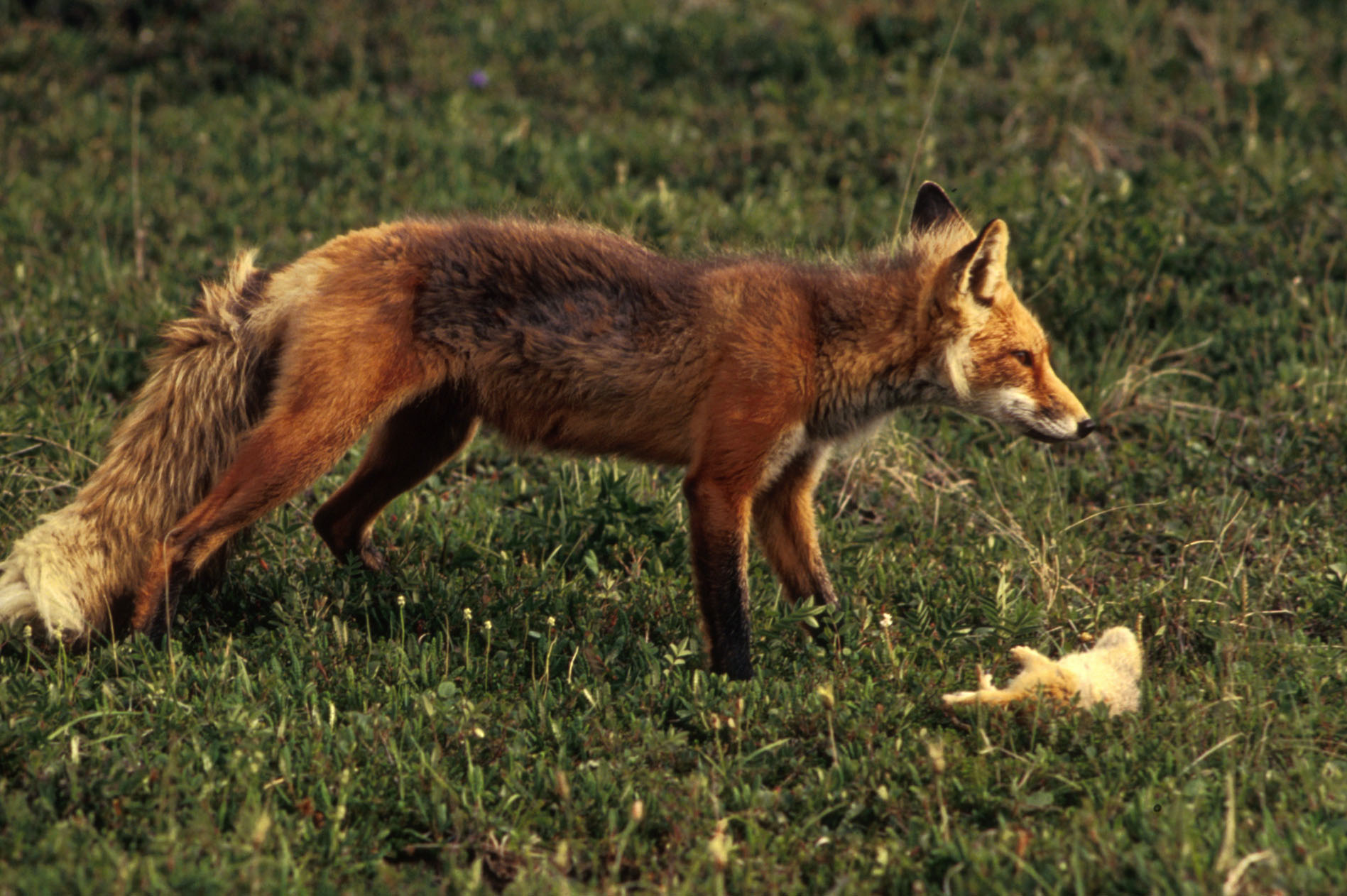
赤狐是巨石螯蝦的天敵。

巨石螯蝦喜歡棲息在寒冷及湍急的溪，也有些會棲息在河流及湖泊。它們會在河堤挖穴，並會躲到樹根或岩石下，於夜間才出來覓食。
成年的巨石螯蝦吃多種植物食物，包括葉子；幼蝦則會吃水生的無脊椎動物。它們的天敵有赤狐、棕熊、歐亞狼及獾；幼蝦則會是魚類的食物。它們對於氧濃度及污染十分敏感。它們也受到小龍蝦瘟疫及排到河流中清潔劑的威脅。

## 繁殖
巨石螯蝦於10月下旬會進行交配。雌蝦會帶著40-70顆受精卵直至孵化。幼蝦每年會脫殼4-5次，成熟了後就會減至每年1-2次。它們3-5歲大就達至性成熟，約長35-50毫米。成年雄蝦每年會繁殖一次，但雌蝦要在卵孵化後最少一年才能繁殖。

## 保育狀況
巨石螯蝦是歐洲最受威脅的物種之一，受到歐盟棲地指令（European Union Habitats Directive）及《欧洲野生生物与自然生境保护伯尔尼公约》（Convention on the Conservation of European Wildlife and Natural Habitats）的保護，而國際自然保護聯盟則將它們列為數據缺乏。